# Ian Book
Ian Book (El Dorado Hills, 30 marzo 1998) è un giocatore di football americano statunitense che ha militato nel ruolo di quarterback nella National Football League (NFL) e dal 2023 è free agent.

## Carriera

### New Orleans Saints
Book al college giocò a football a Notre Dame. Fu scelto dai New Orleans Saints nel corso del quarto giro (133º assoluto) del Draft NFL 2021. Il 23 dicembre 2021 fu nominato titolare dopo che Taysom Hill e Trevor Siemian risultarono positivi al COVID-19. La sua partita contro i Miami Dolphins terminò con 135 yard passate e 2 intercetti subiti nella sconfitta per 20-3.

### Philadelphia Eagles
Il 31 agosto 2022 Book firmò con i Philadelphia Eagles.

## Palmarès
- Super Bowl : 1

Philadelphia Eagles: LIX
- National Football Conference Championship: 2

Philadelphia Eagles: 2022, 2024